# SN 1917A
SN 1917A — сверхновая звезда II типа, вспыхнувшая в галактике NGC 6946, которая находится в созвездии Лебедь. Открытие совершил 19 июля 1917 года американский астроном Джордж Уиллис Ричи. Максимальный блеск сверхновой составил 13,6 видимой звёздной величины. SN 1917A расположена в 37" W и 105" S по отношению к ядру родительской галактики. Расстояние до неё составляет приблизительно 22 миллиона световых лет.
По состоянию на май 2017 года в галактике NGC 6946 было обнаружено 10 вспышек сверхновых.